# Hybelejen

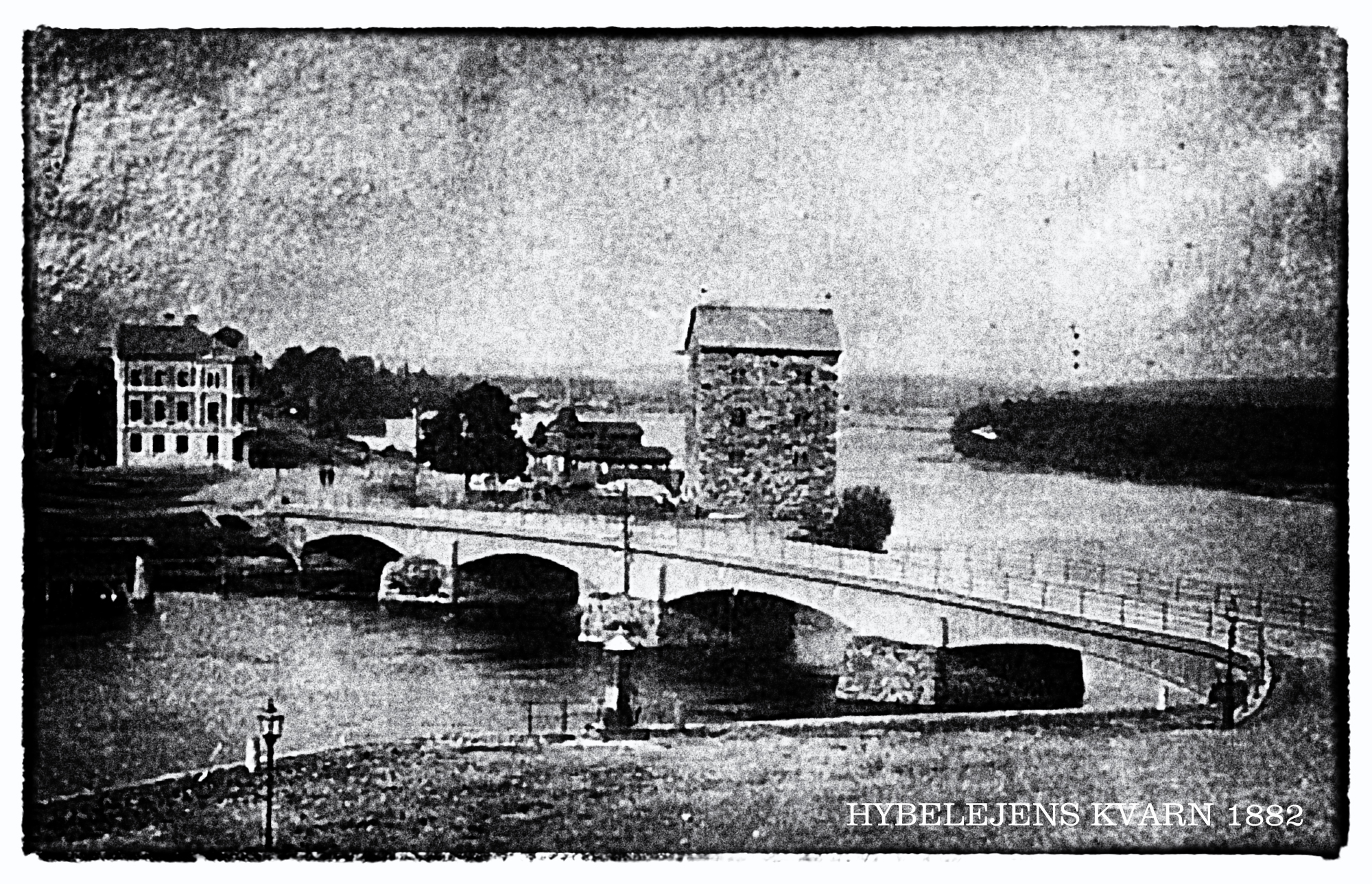
Hybelejens kvarn innan den revs 1892.

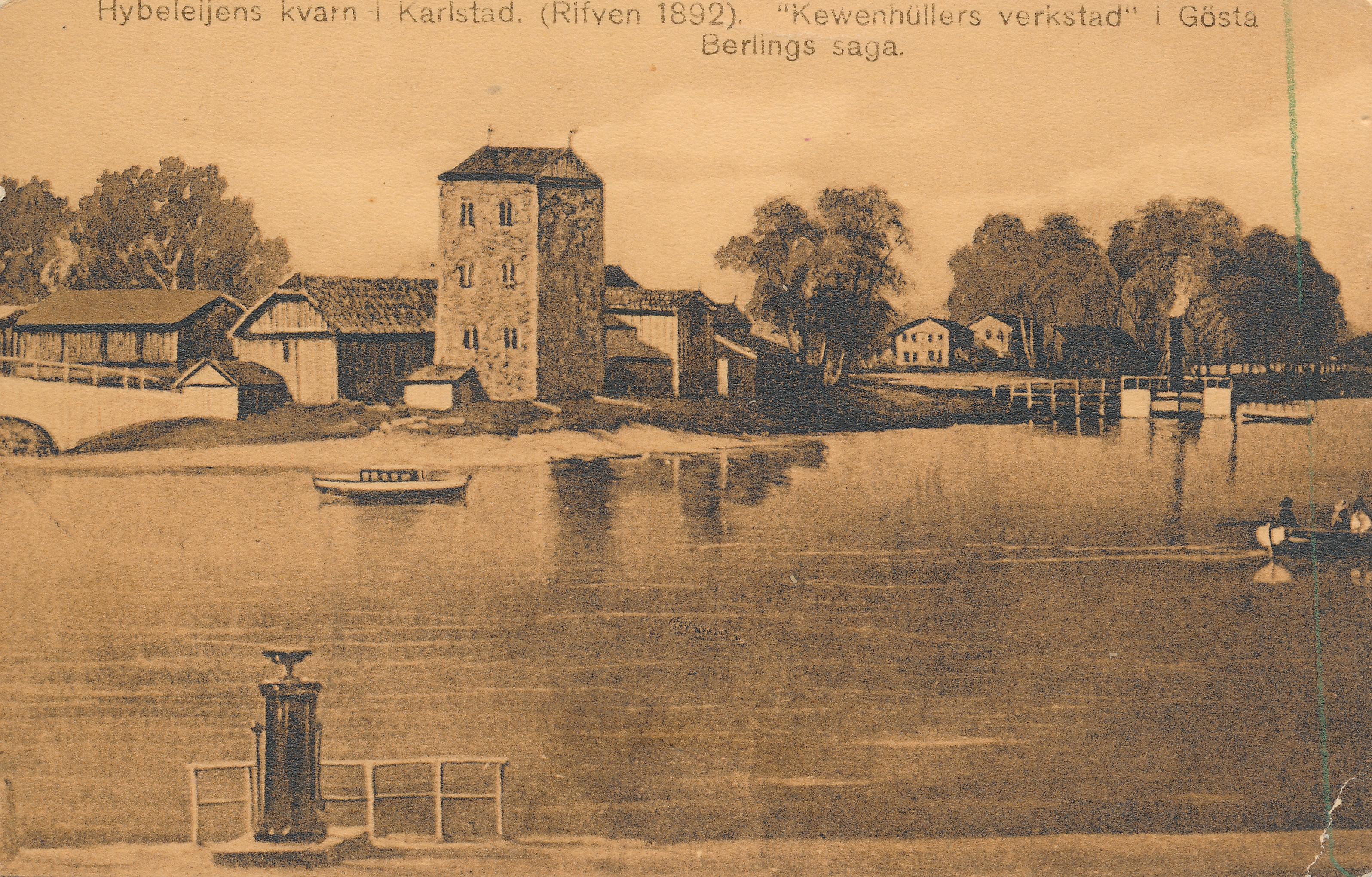
Hybelejens kvarn innan rivningen 1892.

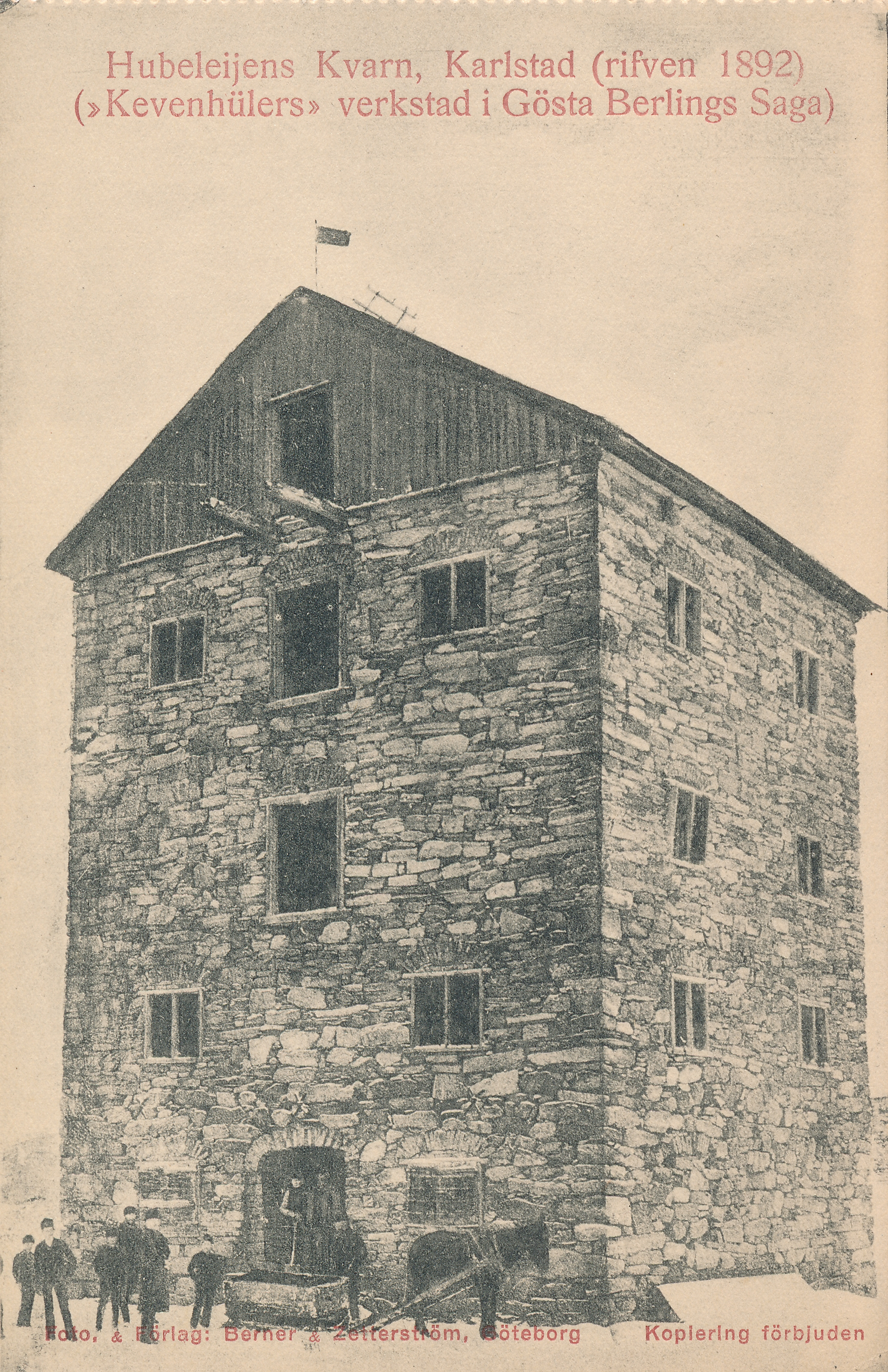
Hybelejens Kvarn.

Carl Jakob Heublein, kallad Hybelejen, född i Karlstad den 30 januari 1743, död 1808, var en legendarisk Karlstadsprofil och uppfinnare. Han var ett mekaniskt geni och kunde enligt sägnerna konstruera det mesta, dock aldrig mer än en gång. Bland Hybelejens många uppfinningar fanns en bil, driven enligt urfjädersprincipen. Han konstruerade även en mekanisk släde, en dåtidens robot. Denna råkade han köra ned i Klarälven så den försvann.
Andra experiment Hybelejen gjorde var flygturer och han provade flyghopp från sin kvarn . Hybelejen ägde förutom kvarnen också hus i Karlstad. Han köpte även Vidön och egendomen Djupsundet på Hammarön. Vid Klarälven där idag Selma Lagerlöf-statyn finns, strax ovanför Västra bron, låg Hybelejens kvarn. Det var en imponerande byggnad; på ett 13 meter högt stenmagasin reste sig ett 14 meter högt vändhus med stora kvarnvingar. Kvarnens överbyggnad raserades på 1820-talet, och resterande del revs 1892 .
Selma Lagerlöf har skrivit om Hybelejen under namnet Kevenhüller i Gösta Berlings saga . Under en morgonpromenad på Karlstads torg möter han ett skogsrå; "Lambergsfrua". Hon hade missat att skyla sin svans men i stället för att bli förskräckt eller hånfull påpekade Kevenhüller artigt: "Behagar icke Ers nåd draga upp släpet?" Lambergsfrua uppskattade hans taktfullhet och gav honom en gengåva: "Hädanefter skall du med dina två händer kunna utföra vilka konstverk du vill, men blott ett av varje slag. Det är efter detta möte som Hybelejen/Kevenhüller blir en genialisk, men otursförföljd, uppfinnare.
Hybelejens namn lever kvar bland annat genom gatunamnet Hybelejvägen i Hammarö, Hybelejenrummet (även kallat Hybelejensalongen) på Stadshotellet i Karlstad, Rotary-klubben "Karlstad-Hybelejen", Förskolan "Hybelejen" och bostadsrättsföreningar och fastighetsbolag. 
På väggarna i Hybelejensalonen i Stadshotellet i Karlstad finns målningar av värmlandskonstnären Paul Piltz (1898–1973). Piltz var en uppskattad stafflimålare, men åtog sig också stora dekorationsuppdrag. Piltz anlitades av Stadshotellet för att måla dekorationer i hotellet, framför allt i det rum som senare skulle komma att kallas för "Hybelejens salong" och "Anna Maria Holtz källare". Rummet är fyllt av dekorativa väggmålningar. Motiven berättar om Karlstads historia, med Hybelejen och Anna Maria Holtz i förgrunden. Ett av motiven föreställer mötet mellan Hybelejen, alias Kevenhüller, och Lambergsfrua på Stora torget i Karlstad i Gösta Berlings saga. Hybelejensalongen finns på bottenvåningen i Stadshotellet. Salongen är öppen för allmänheten och är tillgänglig via puben och restaurangen Bishops Arms.
Hybelejens fader var en inflyttad tobaksspinnare från Tyskland. Hybelejen förblev ogift i hela sitt liv.

## Fotnoter
a En tobaksspinnare spann tobaksbladen till långa flätor som sedan skars av i lämpliga bitar till tuggtobak.